# Wundertätige Medaille

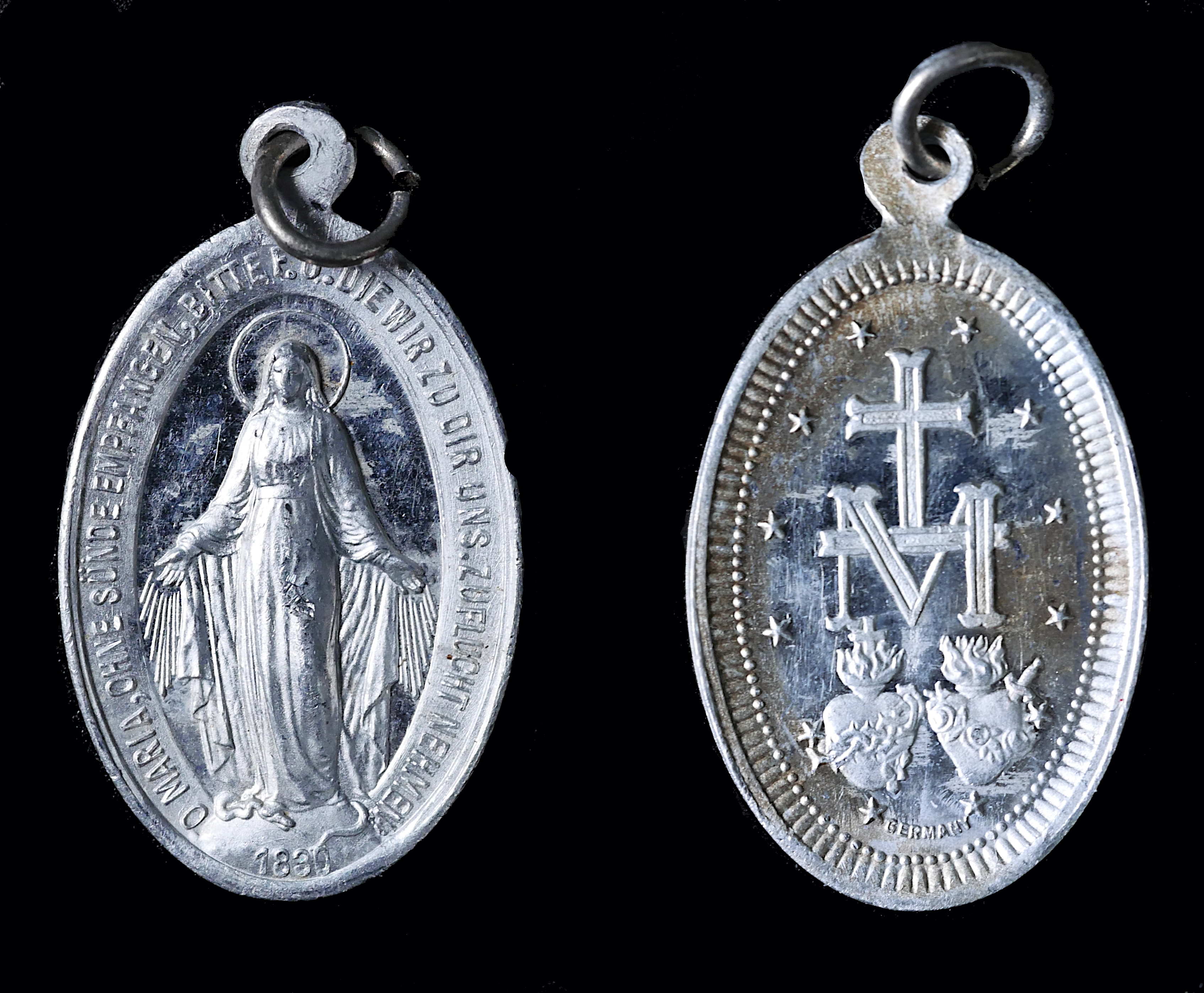
Die Wundertätige Medaille mit deutschsprachiger Umschrift

Die Wundertätige Medaille, auch Wunderbare Medaille, ist eine ovale Gedenkprägung, die im 19. Jahrhundert in Bezug zu einer von der Vinzentinerin Sr. Catherine Labouré berichteten Marienerscheinung angefertigt und in der Folge in großer Zahl verbreitet wurde.

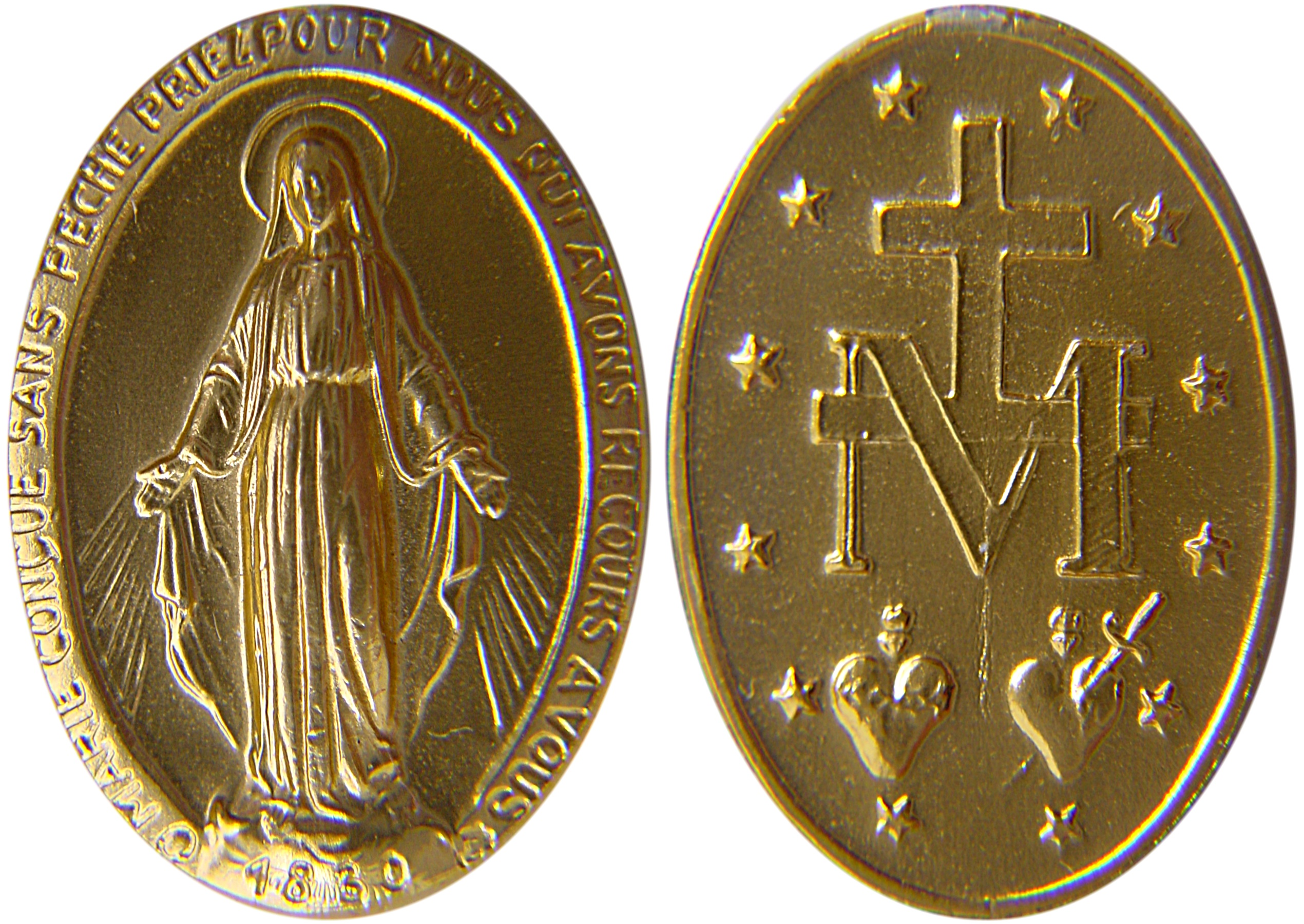
Vorder- und Rückseite der Medaille in der Ausführung von Adrien Vachette

Eine erste Erscheinung der Gottesmutter Maria habe Schwester Catherine in der Nacht vom 18. auf den 19. Juli 1830 erlebt. Während zweier Erscheinungen am 27. November und im Dezember 1830 habe sie während der abendlichen Meditationen die Muttergottes gesehen, in einem oval geformten Rahmen und auf der Erdkugel stehend, und die Ringe, die die Gottesmutter trug, hätten den Erdball in farbiges Licht getaucht. Um den Rahmen erschienen die Worte Ô Marie, conçue sans péché, priez pour nous qui avons recours à vous („O Maria, ohne Sünde empfangen, bitte für uns, die wir unsere Zuflucht zu dir nehmen“). Während Sr. Catherine noch hinsah, bildeten sich aus dem ovalen Rahmen zwölf Sterne, ein großes M, das von einem Kreuz bekrönt wurde, und die stilisierten Herzen Jesu und Mariens; dieses Motiv ist der Rückseite der Medaille eingeprägt. Sr. Catherine zufolge soll ihr die Gottesmutter aufgetragen haben, eine Medaille mit diesen Motiven anfertigen zu lassen. Alle, die sie mit Vertrauen trügen, würden große Gnaden empfangen. Die Erscheinung habe gesagt, die Strahlen seien „das Sinnbild der Gnaden, die ich über jene ausgieße, die mich darum bitten.“
Zunächst glaubte Pater Aladel, der Beichtvater Labourés, nicht an die Echtheit der Erscheinung. Erst 1832, nach zwei Jahren der Prüfung der Angelegenheit und ohne Angabe des Namens von Sr. Catherine, erwirkte er die Erlaubnis des Erzbischofs von Paris, Hyacinthe-Louis de Quélen, zur Anfertigung der Medaille, die der Goldschmied Adrien Vachette entwarf.
Berichte über wundersame Heilungen, die mit der Medaille in Zusammenhang gebracht wurden, führten zu der Bezeichnung Wundertätige Medaille. Wer sich diese von einem Priester auflegen lässt, könne an diesem Tag und unter Erfüllung weiterer Ablassbedingungen, am Fest Unserer Lieben Frau von der Wundertätigen Medaille am 27. November, am Osterfest, am Fest der Unbefleckten Empfängnis und an seinem Sterbetag einen vollkommenen Ablass erwerben.
Die Kapelle, in der sich die Erscheinungen zugetragen haben sollen, befindet sich im Mutterhaus der Vinzentinerinnen von Paris. In dieser Kapelle werden auch die Reliquien der hl. Catherine Labouré und der hl. Luise von Marillac aufbewahrt und verehrt.